# Condado de Blount (Alabama)
O Condado de Blount é um dos 67 condados do estado norte-americano do Alabama. De acordo com o censo de 2022, sua população é de 59.512 habitantes. A sede de condado e sua maior cidade é Oneonta.

## História
O condado foi fundado em 6 de fevereiro de 1818, pela Legislatura Territorial do Alabama, sendo formado pelas terras cedidas pela nação Creek ao governo federal em 9 de agosto de 1814. O seu nome foi em homenagem ao Governador do Tennessee, Willie Blount, que deu assistência aos colonizadores durante a Guerra Creek (1813-1814).
Caleb Fryley e John Jones estabeleceram Bear Meat Cabin em 1816. Seu posto de correio abriu em 1821, e o assentamento foi incorporado a Blountsville em 13 de dezembro de 1827. Em 1889, uma eleição resultou na transferência da sede para a cidade de Oneonta.

## Geografia
De acordo com o censo, sua área total é de 1,690 km2, destes sendo 1,670 km2 de terra e 15 km2 de água. O condado se situa no nordeste do estado, conhecido por ser uma região abundante em minérios. O condado é drenado pelos rios Locust e Mulberry, bifurcações do rio Black Warrior.

### Condados adjacentes
- Condado de Marshall, nordeste
- Condado de Etowah, leste
- Condado de St. Clair, sudeste
- Condado de Walker, sudoeste
- Condado de Jefferson, sul
- Condado de Cullman, oeste e noroeste

## Transportes

### Principais rodovias
- Interstate 65
- U.S. Route 31
- U.S. Route 231
- U.S. Route 278
- State Route 67
- State Route 75
- State Route 79
- State Route 132
- State Route 160

### Ferrovias
- CSX Transportation, antigamente a Louisville and Nashville Railroad

## Demografia
De acordo com o censo de 2022:
- População total: 59.512 habitantes
- Densidade: 35 hab/km²
- Residências: 24.943
- Famílias: 21.300
- Composição da população:
  - Brancos: 95,5%
  - Negros: 1,8%
  - Nativos americanos e do Alaska: 0,7%
  - Asiáticos: 0,4%
  - Nativos havaianos e ilhotas do Pacífico: 0,1%
  - Duas ou mais raças: 1,5%
  - Hispânicos ou latinos: 9,9%

## Comunidades

### Cidades
- Oneonta (sede)
- Warrior (parcialmente no condado de Jefferson)

### Vilas
- Allgood
- Altoona (parcialmente no condado de Etowah)
- Blountsville
- Cleveland
- County Line (parcialmente no condado de Jefferson)
- Garden City (parcialmente no condado de Cullman)
- Hayden
- Highland Lake
- Locust Fork
- Nectar
- Rosa
- Snead
- Susan Moore
- Trafford (parcialmente no condado de Jefferson)

### Áreas censitárias
- Remlap
- Smoke Rise

### Comunidades não-incorporadas
- Bangor
- Blount Springs
- Bright Star
- Brooksville
- Hopewell
- Little Warrior
- Mount High
- Sky Ball
- Summit